# Rhinomyobia minuta
Rhinomyobia minuta är en tvåvingeart som först beskrevs av Mario Bezzi 1928.  Rhinomyobia minuta ingår i släktet Rhinomyobia och familjen parasitflugor.
Artens utbredningsområde är Fiji. Inga underarter finns listade i Catalogue of Life.